# Louder!
Louder! é o álbum de estreia da cantora e compositora mexicana Sofía Reyes, lançado no dia 3 de Fevereiro de 2017  através da gravadora Warner Music Latina. Antes do sucesso do álbum, a cantora havia feito sucesso com singles como "Muévelo", "Conmigo (Rest of Your Life)", "Solo Yo" e "Llegaste Tú". O álbum também conta com a participação especial do trio de DJs Cash Cash na faixa "How to Love". O álbum estava programado para ser lançado no início de 2015, no entanto, por razões desconhecidas, sofreu um atraso de dois anos para chegar às plataformas.

## Antecedentes
Após assinar o contrato com a gravadora D'Leon Record em junho de 2014, Reyes lançou seu single de estreia "Muévelo", preparando o calendário para o lançamento do seu primeiro álbum no ano seguinte, o que acabou não acontecendo devido a razões desconhecidas. Até a data de lançamento oficial, em 2017, a cantora lançou mais três singles, uma faixa promocional "How To Love" presente no álbum do grupo Cash Cash e a faixa "Diggy" em parceria com Spencer Ludwig.
Em novembro de 2016 foi divulgado que o nome do álbum seria Louder e que seria lançado em fevereiro de 2017.

## Faixas
| Louder!        |                                                               |                                                                                               |         |  |
| N.º            | Título                                                        | Compositor(es)                                                                                | Duração |  |
| 1.             | "Muévelo" (feat. Wisin)                                       | Sofia Reyes Tobias Gad Marissa Jack Eritza Laues Juan Luis Morera Rickey Offord Edwin Serrano | 3:32    |  |
| 2.             | "De Aquí a la Luna"                                           | Reyes Julian Feifel Shari Lynn Short Hilton "Deuce" Wright II                                 | 3:09    |  |
| 3.             | "Solo Yo"                                                     | Reyes Scott Effman Lukas Nathanson Taylor Parks                                               | 4:08    |  |
| 4.             | "Don't Mean a Thing"                                          | Reyes Rune Westberg Prince Royce                                                              | 3:14    |  |
| 5.             | "Your Voice"                                                  | Reyes Rune Westberg Prince Royce                                                              | 3:30    |  |
| 6.             | "Puedes Ver Pero No Tocar"                                    | Reyes Feifel Short Wright                                                                     | 3:29    |  |
| 7.             | "Louder! (Love Is Loud)"                                      | Reyes Roman Balleza Effman Charlie Guerrero Spencer Ludwig                                    | 3:16    |  |
| 8.             | "Llegaste Tú"                                                 |                                                                                               | 3:45    |  |
| 9.             | "Conmigo (Rest of Your Life)"                                 | Reyes Julian Feifel Andrei Mihai Serrano                                                      | 3:18    |  |
| 10.            | "Girls"                                                       | Reyes Andrei Mihai Edwin Serrano Costin Bodea                                                 | 2:56    |  |
| 11.            | "Paraiso"                                                     | Reyes Rune Westberg Claudia Brandt                                                            | 3:07    |  |
| 12.            | "How to Love" (Spanish version) (Cash Cash feat. Sofía Reyes) | Reyes Samuel Frisch Alex Makhlouf Jean Paul Makhlouf Jennifer Decilveo Ilsey Juber            | 3:39    |  |
| Duração total: | Duração total:                                                | Duração total:                                                                                | 41:03   |  |

## Desempenho nas paradas
| Chart (2017)                               | Peak position |
| ------------------------------------------ | ------------- |
| Estados Unidos (Latin Pop Albums)          | 8             |
| Estados Unidos (Billboard Top Heatseekers) | 13            |
| Estados Unidos (Top Latin Albums)          | 23            |

## Certificações
| País                  | Certificação | Vendas |
| --------------------- | ------------ | ------ |
| Estados Unidos (RIAA) | Ouro         | 30,000 |